# Bärebergs kyrkby
Bärebergs kyrkby is een plaats in de gemeente Essunga in het landschap Västergötland en de provincie Västra Götalands län in Zweden. De plaats heeft 55 inwoners (2000) en een oppervlakte van 19 hectare. In 2005 was het inwoneraantal onder de 50 gezakt en als het inwoneraantal onder de 50 is gezakt dan worden het inwoneraantal en oppervlakte van Zweedse plaatsen niet meer officieel geregistreerd.